# Chassal-Molinges
Chassal-Molinges es una comuna nueva francesa situada en el departamento de Jura, de la región de Borgoña-Franco Condado.

## Historia
Fue creada el 1 de enero de 2019, en aplicación de una resolución del prefecto de Jura de 11 de diciembre de 2018 con la unión de las comunas de Chassal y Molinges, pasando a estar el ayuntamiento en la antigua comuna de Molinges.

## Demografía
Según los datos aportados en la resolución del prefecto de Jura, la comuna se crea con 1158 habitantes.

## Composición
| Comuna fusionada | Código INSEE | Población (2016) | Superficie (km²) | Densidad (hab./km²) |
| ---------------- | ------------ | ---------------- | ---------------- | ------------------- |
| Chassal          | 39113        | 437              | 5.19             | 84                  |
| Molinges         | 39339        | 700              | 2.57             | 272                 |